# 明故宮機場
明故宮機場是中國江蘇省南京市的一座已廢棄的機場。這座機場開設於1927年，是中國第一座軍用機場，也是南京市第二座機場（僅次於小營機場）。明故宮機場有一組交叉跑道, 長1001公尺和837.3公尺。1929年、1936年和1947年，明故宮機場兩度擴建。南京的民航機場在1956年7月遷往大校場機場後，明故宮機場閒置，後來被廢除。現瑞金路小學有明故宮機場跑道的遺跡。